# Prisioneiro no Vaticano
Prisioneiro no Vaticano ou prisioneiro do Vaticano (em italiano: prigioniero del Vaticano) é como o Papa Pio IX descreveu a si mesmo depois da captura de Roma pelas forças armadas do Reino de Itália, em 20 de setembro de 1870. Parte do processo de unificação italiana, a captura da cidade, acabou com o domínio temporal milenar dos papas sobre a Itália central e permitiu a Roma ser designada a capital da nova nação. A denominação é também aplicada aos sucessores de Pio através de Pio XI.
Os Papas, no seu papel secular, gradualmente estenderam seu controle sobre as regiões vizinhas, e em todo os Estados Pontifícios governaram grande parte da península italiana por mais de mil anos, até meados do século XIX, quando a maior parte do território foi tomado pelo Reino da Itália; assim os Estados Pontifícios se juntaram ao resto da Itália para formar o novo Reino da Itália unificado sob o rei Vitor Emanuel II, e a cidade tornou-se a capital.
Quando o nacionalismo varreu a península italiana no século XIX, os esforços para unificar a Itália foram bloqueados, em parte, pelos Estados Pontifícios, que dominavam o centro da península e incluíam a antiga capital de Roma. Os Estados Papais foram capazes de afastar os esforços para conquistá-los em grande parte pela influência do papa sobre os líderes das mais fortes potências europeias como a França e a Áustria. Quando Roma foi finalmente tomada, o governo italiano supostamente destinou a permitir que o papa mantivesse essa parte de Roma, a oeste do rio Tibre, chamado de Cidade Leonina como um pequeno restante dos Estados Pontifícios, mas Pio IX recusou. Uma semana depois da entrada de Roma, as tropas italianas haviam tomado a cidade inteira para salvar o Palácio Apostólico, os habitantes da cidade, em seguida, votaram pela adesão à Itália
Durante os próximos 59 anos, os papas se recusaram a deixar o Vaticano, a fim de evitar qualquer aparência de aceitar a autoridade exercida pelo governo italiano sobre Roma como um todo. Durante este período, os papas também se recusaram a comparecer à Praça São Pedro ou na sacada da Basílica do Vaticano frente para ela, já que a praça em frente da Basílica foi ocupada pelas tropas italianas. Durante este período, os papas concediam as bênçãos "Urbi et Orbi" de uma varanda de frente para um pátio, ou do interior da Basílica Papal e coroações eram em realizadas na Capela Sistina. O período terminou em 1929, quando o Tratado de Latrão criou o moderno Estado do Vaticano.